# Eilean Righ
Eilean Righ är en ö i Loch Craignish i Argyll and Bute, Skottland. Ön är belägen 15 km från Lochgilphead.